# Chodź z Bogiem
Chodź z Bogiem – ogólnoświatowa seria kongresów (dużych spotkań religijnych), zorganizowanych przez Świadków Jehowy w przeszło 150 krajach. Kongresy odbyły się latem 2004 roku.

## Kongresy

### Kongresy wPolsce
Zorganizowano 23 kongresy, ogółem ochrzczono 2244 osoby.

#### 2–4 lipca
- Gdańsk, Stadion Lechii[4]
- Legnica, stadion Miedź
- Lublin, stadion Motoru
- Sosnowiec, Centrum Kongresowe Świadków Jehowy
- Szczecin, stadion Pogoni[5]

#### 9–11 lipca
- Koszalin
- Olsztyn
- Poznań
- Sosnowiec, Centrum Kongresowe Świadków Jehowy
- Wrocław
- Zamość

#### 16–18 lipca
- Bydgoszcz: przeszło 6 tysięcy obecnych[6][7]
- Ostrów Wielkopolski
- Sosnowiec, Centrum Kongresowe Świadków Jehowy
- Warszawa, stadion Legii: przeszło 9,5 tysiąca obecnych, 176 osób zostało ochrzczonych[8][9]

#### 23–25 lipca
- Białystok: przeszło 2200 obecnych, 43 osoby zostały ochrzczone[10]
- Łódź: przeszło 9 tysięcy obecnych[11]
- Sosnowiec, Centrum Kongresowe Świadków Jehowy: 8 tysięcy obecnych, 99 osób zostało ochrzczonych[12]
- Starachowice

#### 30 lipca–1 sierpnia
- Ostrołęka
- Sosnowiec, Centrum Kongresowe Świadków Jehowy
- Rzeszów, hala Podpromie: przeszło 5 obecnych[13]
- Zielona Góra, przeszło 6 tysięcy obecnych[14][15]

### Kongresy na świecie
Kongresy zorganizowano w przeszło 150 krajach (na podstawie informacji zamieszczonych w poszczególnych edycjach językowych czasopisma „Strażnica Zwiastująca Królestwo Jehowy” z 1 marca 2004 roku).
Kongresy w języku polskim odbyły się również w Niemczech (2–4 lipca w Bochum) oraz w Stanach Zjednoczonych (2–4 lipca w Romeoville).

#### Gruzja
Gruzja. Na kongresie ogłoszono wydanie w języku gruzińskim Chrześcijańskich Pism Greckich w Przekładzie Nowego Świata.

#### Rosja
Rosja. W dniach od 11 do 13 czerwca w Moskwie odbyły się dwa kongresy w tym jeden w rosyjskim języku migowym. Liczba obecnych na stadionie wyniosła 21 291, z czego 497 osób ochrzczono. Na kongres w języku migowym, który zorganizowano w Sali Królestwa, przybyło 929 osób, a 19 zostało ochrzczonych. Był to ostatnio oficjalny kongres w tym mieście. 16 czerwca 2004 roku Sąd Miejski w Moskwie podtrzymał wyrok sądu niższej instancji o zakazie działalności w Moskwie.

## Ważne punkty programu
Według organizatorów, Ciała Kierowniczego Świadków Jehowy, program kongresu „harmonizował z wyraźnym poleceniem Jehowy: „To jest ta droga. Nią idźcie” (Iz 30:21)”. Wskazówki miały pomóc łatwiej (Ef 5:15) i pomoże nam ‛dalej chodzić drogą prawdy’ (3 Jn 3)”. Świadkowie Jehowy uważają, że wyraz „chodzić” odnosi się w Biblii do postępowania w określony sposób. „Chodzimy” z Bogiem, jeśli żyjemy w sposób, który się Jemu podoba. Kiedy stosujemy się do tego, co mówi Bóg w Biblii. To oznacza, że skromnie uznajemy swoje ograniczenia i zdajemy sobie sprawę, że jesteśmy w pełni zależni od Boga.
- Dramat biblijny (przedstawienie kostiumowe): Nieustraszenie dawali dokładne świadectwo na rzecz dobrej nowiny.
- Wykład publiczny: Chodzenie z Bogiem zapewnia wiecznotrwałe błogosławieństwa[22].